# Verenigde Staten op de Olympische Zomerspelen 1896

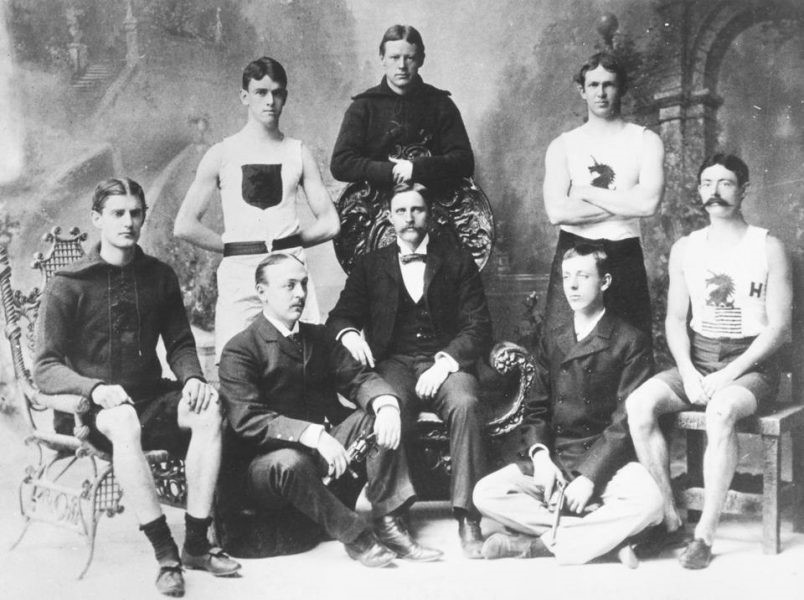
Enkele leden van het Amerikaanse Olympische team in 1896. Staand: T.E. Burke, Thomas P. Curtis, Ellery H. Clark. Zittend: W.W. Hoyt, Sumner Paine, John Graham (trainer), John B. Paine, Arthur Blake

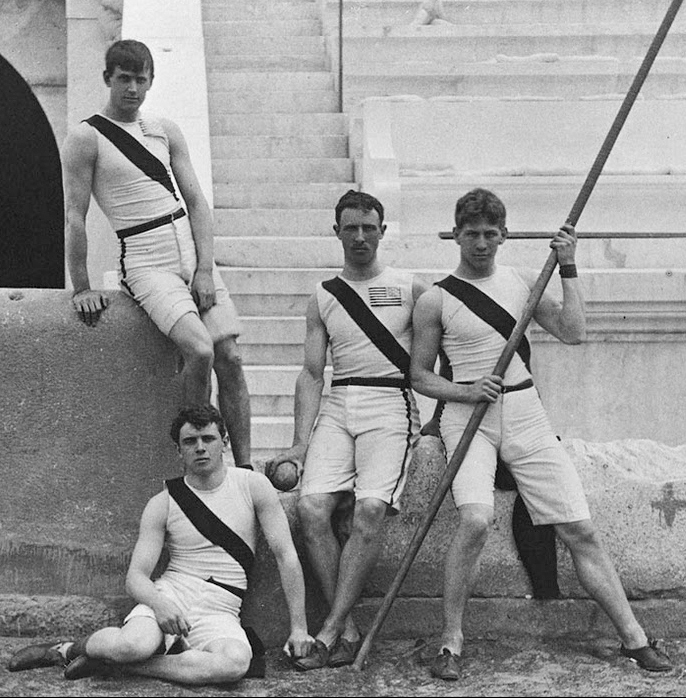
De deelnemers van de Princeton-universiteit.

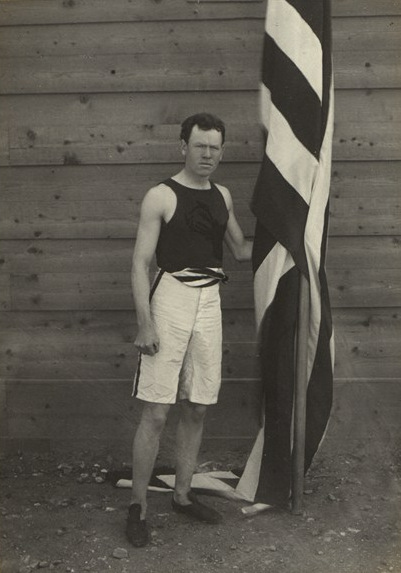
James Connolly, olympisch kampioen hink-stap-springen.

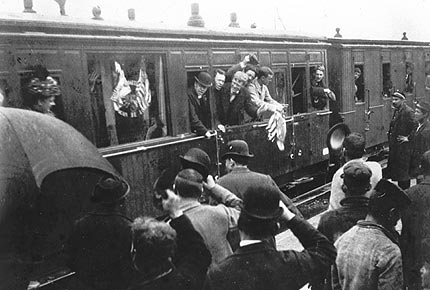
Amerikaanse atleten op weg naar huis

Veertien deelnemers uit de Verenigde Staten namen deel aan drie sporten op de Olympische Zomerspelen 1896 in Athene, Griekenland.
De meeste deelnemers waren studenten van de Harvard-universiteit, Princeton-universiteit en leden van de Boston Athletic Association. Het team bereidde zich in het geheim voor op de eerste moderne Olympische Spelen. De Amerikaanse sporters schreven zich 27 keer in op 16 onderdelen.
De Amerikanen wonnen de meeste gouden medailles (elf) en eindigden daardoor op de eerste plaats in het medailleklassement. Echter de 20 medailles die het in totaal haalde, staan in schril contrast tot de 46 medailles van het Griekse team. De Grieken hadden echter "maar" 10 gouden medailles en eindigden daardoor tweede in het klassement
Twaalf van de veertien Amerikanen behaalden een medaille. De twee die geen medaille wonnen waren de schutter Charles Waldstein en de zwemmer Gardner Williams.

## Medailleoverzicht
(m) = mannen
| Sport       | Olympiër        | Discipline               | Medaille |
| ----------- | --------------- | ------------------------ | -------- |
| Atletiek    | Thomas Burke    | 100 m (m)                | Goud     |
| Atletiek    | Thomas Burke    | 400 m (m)                | Goud     |
| Atletiek    | Tom Curtis      | 110 m horden (m)         | Goud     |
| Atletiek    | Ellery Clark    | hoogspringen (m)         | Goud     |
| Atletiek    | Ellery Clark    | verspringen (m)          | Goud     |
| Atletiek    | Welles Hoyt     | polsstokhoogspringen (m) | Goud     |
| Atletiek    | James Connolly  | hink-stap-springen (m)   | Goud     |
| Atletiek    | Bob Garrett     | kogelstoten (m)          | Goud     |
| Atletiek    | Bob Garrett     | discuswerpen (m)         | Goud     |
| Schietsport | John Paine      | militair pistool (m)     | Goud     |
| Schietsport | Sumner Paine    | vrij pistool (m)         | Goud     |
| Atletiek    | Herbert Jamison | 400 m (m)                | Zilver   |
| Atletiek    | Arthur Blake    | 1500 m (m)               | Zilver   |
| Atletiek    | Robert Garrett  | hoogspringen (m)         | Zilver   |
| Atletiek    | Robert Garrett  | verspringen (m)          | Zilver   |
| Atletiek    | James Connolly  | hoogspringen (m)         | Zilver   |
| Atletiek    | Albert Tyler    | polsstokhoogspringen (m) | Zilver   |
| Schietsport | Sumner Paine    | militair pistool (m)     | Zilver   |
| Atletiek    | Francis Lane    | 100 m (m)                | Brons    |
| Atletiek    | James Connolly  | verspringen (m)          | Brons    |

## Deelnemers en resultaten

### Atletiek
Zes atleten uit de Verenigde Staten wonnen negen van de twaalf atletiekonderdelen. Daarnaast won Amerika zes keer zilver en twee keer brons.
| Olympiër        | Discipline               | Resultaat | Prestatie                                        |
| --------------- | ------------------------ | --------- | ------------------------------------------------ |
| Thomas Burke    | 100 m (m)                | Goud      | serie 3: 11,8 (1e) finale: 12,0                  |
| Thomas Burke    | 400 m (m)                | Goud      | serie 2: 58,4 (1e) finale: 54,2                  |
| Francis Lane    | 100 m (m)                | Brons     | serie 1: 12,2 (2e) finale: 12,6                  |
| Tom Curtis      | 100 m (m)                | series    | serie 2: 12,2 (1e) finale: niet gestart          |
| Tom Curtis      | 110 m horden (m)         | Goud      | serie 2: 18,4 (1e) finale: 17,6                  |
| Herbert Jamison | 400 m (m)                | Zilver    | serie 1: 56,8 finale: 55,2                       |
| Arthur Blake    | 1500 m (m)               | Zilver    | 4.33,6                                           |
| Arthur Blake    | marathon (m)             | Goud      | niet gefinisht (23 km)                           |
| Welles Hoyt     | 110 m horden (m)         | series    | serie 1: 2e (tijd onbekend) finale: niet gestart |
| Welles Hoyt     | polsstokhoogspringen (m) | Goud      | 3,30 m                                           |
| Ellery Clark    | hoogspringen (m)         | Goud      | 1,81 m                                           |
| Ellery Clark    | verspringen (m)          | Goud      | 6,35 m                                           |
| Ellery Clark    | kogelstoten (m)          | -         | afstand onbekend                                 |
| Bob Garrett     | hoogspringen (m)         | Zilver    | 1,65 m                                           |
| Bob Garrett     | verspringen (m)          | Zilver    | 6,00 m                                           |
| Bob Garrett     | kogelstoten (m)          | Goud      | 11,22 m                                          |
| Bob Garrett     | discuswerpen (m)         | Goud      | 27,53 - x - ? - 28,72 - 29,15 m                  |
| James Connolly  | hoogspringen (m)         | Zilver    | 1,65 m                                           |
| James Connolly  | verspringen (m)          | Brons     | 5,84 m                                           |
| James Connolly  | hink-stap-springen (m)   | Goud      | 13,71 m                                          |
| Francis Lane    | polsstokhoogspringen (m) | Zilver    | 3,20 m                                           |

### Schieten
De gebroeders Paine deden mee aan twee onderdelen en bij het onderdeel waarin ze samen uitkwamen (militair pistool) verdeelden ze het goud en zilver. Daarnaast deed Sumner Paine ook mee bij het "vrij pistool" dat hij ook won. De broers maakten gebruik van hun eigen colt-pistolen die een superieure kwaliteit hadden in vergelijking met die van hun Europese tegenstanders. Waldstein was de derde Amerikaanse schutter en hij deed mee bij het "militair geweer".
| Olympiër          | Discipline           | Resultaat | Prestatie                                  |
| ----------------- | -------------------- | --------- | ------------------------------------------ |
| Charles Waldstein | militair geweer (m)  | 14-41e    | score onbekend                             |
| John Paine        | militair pistool (m) | Goud      | 442 punten (25 treffers)                   |
| Sumner Paine      | militair pistool (m) | Zilver    | 380 punten (23 treffers)                   |
| Sumner Paine      | Vrij pistool         | Goud      | 442 punten (24 treffers; 76-64-80-120-102) |

### Zwemmen
Gardner Williams deed mee aan twee onderdelen, maar won geen medailles.
| Olympiër         | Discipline      | Resultaat | Prestatie     |
| ---------------- | --------------- | --------- | ------------- |
| Gardner Williams | 100 m vrij (m)  | 3-10e     | tijd onbekend |
| Gardner Williams | 1200 m vrij (m) | 4-8e      | tijd onbekend |

Australië · Bulgarije · Chili · Denemarken · Duitsland · Frankrijk · Griekenland · Groot-Brittannië · Hongarije · Italië · Oostenrijk · Verenigde Staten · Zweden · Zwitserland · Gemengde teams